# Biatlon op de Olympische Winterspelen 2010 - Estafette mannen
De estafette mannen tijdens de Olympische Winterspelen 2010 vond plaats op vrijdag 26 februari 2010. De wedstrijd ging over 4x7,5 kilometer.
Noorwegen won de estafette. Duitsland was de titelverdediger en had vier van de laatste vijf edities gewonnen. Alleen in 2002 wist Noorwegen de Duitse hegemonie te onderbreken. Ook toen waren Halvard Hanevold en Ole Einar Bjørndalen goudenmedaillewinnaar. Voor Bjørndalen was het zijn zesde gouden olympische medaille.

## Uitslag
| #      | Bib | Land/Namen                                                                      | Tijd                                      | Straf (L+S)                              | Verschil |
| ------ | --- | ------------------------------------------------------------------------------- | ----------------------------------------- | ---------------------------------------- | -------- |
| Goud   | 1   | Noorwegen Halvard Hanevold Tarjei Bø Emil Hegle Svendsen Ole Einar Bjørndalen   | 1:21.38,1 20.15,6 20.26,8 20.31,3 20.24,4 | 0+5 0+2 0+1 0+0 0+1 0+1 0+2 0+0          | 0,0      |
| Zilver | 2   | Oostenrijk Simon Eder Daniel Mesotitsch Dominik Landertinger Christoph Sumann   | 1:22.16,7 20.10,0 20.38,0 20.25,9 21.02,8 | 1+6 0+2 0+0 0+1 0+2 0+1 0+1 0+0 1+3 0+0  | +38,6    |
| Brons  | 3   | Rusland Ivan Tsjerezov Anton Sjipoelin Maksim Tsjoedov Jevgeni Oestjoegov       | 1:22.16,9 20.07,5 21.05,0 20.23,2 20.41,2 | 0+0 0+4 0+0 0+1 0+0 0+0 0+0 0+0 0+0 0+3  | +38,8    |
| 4      | 7   | Zweden Fredrik Lindström Carl Johan Bergman Mattias Nilsson Björn Ferry         | 1:23.02,0 20.11,3 20.37,9 21.32,0 20.40,8 | 0+3 1+7 0+1 0+0 0+1 0+3 0+0 1+3 0+1 0+1  | +1.23,9  |
| 5      | 5   | Duitsland Simon Schempp Andreas Birnbacher Arnd Peiffer Michael Greis           | 1:23.16,0 20.10,4 21.53,7 20.56,9 20.15,0 | 0+0 2+7 0+0 0+1 0+0 2+3 0+0 0+3 0+0 0+0  | +1.37,9  |
| 6      | 4   | Frankrijk Vincent Jay Vincent Defrasne Simon Fourcade Martin Fourcade           | 1:23.16,2 20.13,7 21.25,6 21.08,2 20.28,7 | 0+3 1+6 0+2 0+1 0+1 1+3 0+0 0+0 0+0 0+2  | +1.38,1  |
| 7      | 14  | Tsjechië Jaroslav Soukup Zdeněk Vítek Roman Dostál Michal Šlesingr              | 1:23.55,2 20.13,5 20.36,8 21.45,7 21.19,2 | 0+3 0+6 0+0 0+1 0+1 0+1 0+2 0+2 0+0 0+2  | +2.17,1  |
| 8      | 9   | Oekraïne Oleksandr Bilanenko Andrij Deryzemlja Vyacheslav Derkach Sergij Sednev | 1:24.25,1 20.38,7 20.44,3 21.47,3 21.14,8 | 0+1 0+3 0+0 0+1 0+1 0+1 0+0 0+0 0+0 0+1  | +2.47,0  |
| 9      | 6   | Zwitserland Thomas Frei Matthias Simmen Benjamin Weger Simon Hallenbarter       | 1:24.36,8 20.47,6 21.17,1 21.26,1 21.06,0 | 0+2 0+7 0+0 0+1 0+2 0+3 0+0 0+2 0+0 0+1  | +2.58,7  |
| 10     | 18  | Canada Robin Clegg Marc-André Bédard Brendan Green Jean-Philippe Leguellec      | 1:24.50,7 20.16,4 21.11,6 22.12,0 21.10,7 | 0+3 0+4 0+0 0+1 0+1 0+1 0+2 0+1 0+0 0+1  | +3.12,6  |
| 11     | 8   | Wit-Rusland Jevgeni Abramenko Aleksandr Syman Roestam Valjoellin Sergej Novikov | 1:25.47,4 21.59,3 21.05,0 21.36,4 21.06,7 | 0+3 1+5 0+1 0+1 0+0 1+3 0+1 0+0          | +4.09,3  |
| 12     | 17  | Italië Christian de Lorenzi Markus Windisch Lukas Hofer Mattia Cola             | 1:26.27,5 20.16,7 21.39,6 21.44,1 22.47,1 | 0+3 1+8 0+1 0+2 0+0 1+3 0+0 0+2 0+2 0+1  | +4.49,4  |
| 13     | 10  | Verenigde Staten Lowell Bailey Jay Hakkinen Tim Burke Jeremy Teela              | 1:27.58,3 20.51,8 21.47,0 22.01,7 23.17,8 | 0+2 4+10 0+0 0+1 0+0 1+3 0+0 2+3 0+2 1+3 | +6.20,2  |
| 14     | 12  | Estland Priit Viks Kauri Koiv Indrek Tobreluts Roland Lessing                   | 1:28.16,5 21.07,1 22.39,6 21.54,3 22.35,5 | 3+7 0+3 0+0 0+3 1+3 0+0 0+1 0+0 2+3 0+0  | +6.38,4  |
| 15     | 19  | Slowakije Miroslav Matiasko Marek Matiasko Dusan Simocko Pavol Hurajt           | 1:28.54,1 21.18,3 22.09,6 23.56,3 21.29,9 | 1+4 1+8 0+0 0+1 0+0 0+2 1+3 1+3 0+1 0+2  | +7.16,0  |
| 16     | 15  | Bulgarije Michail Kletcherov Vladimir Iliev Miroslav Kenanov Krasimir Anev      | 1:29.39,7 20.48,4 22.36,4 23.28,9 22.46,0 | 0+3 0+6 0+1 0+1 0+2 0+1 0+0 0+1 0+0 0+3  | +8.01,6  |
| 17     | 13  | Slovenië Peter Dokl Klemen Bauer Vasja Rupnik Janez Marič                       | 1:29.52,4 23.09,1 22.24,3 22.10,2 22.08,8 | 0+6 3+10 0+2 1+3 0+0 2+3 0+3 0+2 0+1 0+2 | +8.14,3  |
| 18     | 16  | Kazachstan Alexsandr Chervyhkov Yan Savitskiy Dias Keneshev Alexandr Trifonov   | 1:30.31,1 21.08,9 22.23,1 24.10,2 22.48,9 | 2+6 2+7 0+1 0+3 2+3 0+1 0+1 2+3 0+1 0+0  | +8.53,0  |
| 19     | 11  | Letland Edgars Piksons Ilmārs Bricis Andrejs Rastorgujevs Kristaps Libietis     | 1:35.15,5 26.11,5 21.47,2 23.31,6 23.45,2 | 5+8 2+8 3+3 2+3 0+1 0+2 2+3 0+0 0+1 0+3  | +13.37,4 |